# Helminthophis
Helminthophis es un género de serpientes de la familia Anomalepididae. Sus especies son endémicas del sudeste de Centroamérica y el noroeste de Sudamérica.

## Especies
Se reconocen las 3 especies siguientes:
- Helminthophis flavoterminatus (Peters, 1857)
- Helminthophis frontalis (Peters, 1860)
- Helminthophis praeocularis Amaral, 1924